# Île Clarke
Pour les articles homonymes, voir Clarke.
L'île Clarke, ou Clarke Island en anglais, est une île australienne de l'océan Pacifique située dans l'archipel Furneaux entre la mer de Tasman à l'est et le détroit de Bass à l'ouest. Séparée de l'île de Tasmanie par le détroit de Banks, au sud-ouest, elle relève comme elle de l'État de Tasmanie.